# Liste der Mitglieder der American Academy of Arts and Sciences/1795
Im Jahr 1795 wählte die American Academy of Arts and Sciences drei Personen zu ihren Mitgliedern.

## Neugewählte Mitglieder
- Thomas Dawes (1757–1825)
- Benjamin Waterhouse (1754–1846)
- Thomas Welsh (1752–1831)